# Brian Carter
Brian Carter (Dorchester, 17 novembre 1938 – 29 luglio 2019) è stato un calciatore inglese, di ruolo centrocampista.

## Carriera
Nella stagione 1955-1956 ha giocato con i semiprofessionisti del Weymouth per poi trasferirsi nella prima divisione inglese al Portsmouth, club con cui però nella stagione 1956-1957 non ha giocato nessuna partita di campionato, facendo quindi il suo effettivo esordio in competizioni ufficiali solamente nella stagione 1957-1958 quando, all'età di 19 anni, ha giocato 2 partite nella prima divisione inglese; nella stagione 1958-1959, che il club conclude con una retrocessione in seconda divisione, Carter gioca in totale 9 partite di campionato, per poi tra il 1959 ed il 1961 giocare in totale 33 partite nella seconda divisione inglese. Milita poi in questa categoria anche durante la stagione 1961-1962, nella quale vi disputa 4 partite con la maglia dei Bristol Rovers. Va poi a giocare ai semiprofessionisti del Bath City, all'epoca uno dei più importanti club del calcio non-League inglese, militante in Southern Football League, dove rimane fino al 1967; continua poi a giocare per oltre un decennio (ricoprendo per alcuni anni il doppio ruolo di giocatore ed allenatore) con vari altri club semiprofessionistici e dilettantistici inglesi (la maggior parte dei quali del Somerset), ritirandosi definitivamente nel 1978, all'età di 40 anni.

## Palmarès

### Club

#### Competizioni regionali
- Somerset Premier Cup: 1

Bath City: 1965-1966
- Western League: 1

Bridgwater Town: 1967-1968